# Oltrepò pavese (vin)

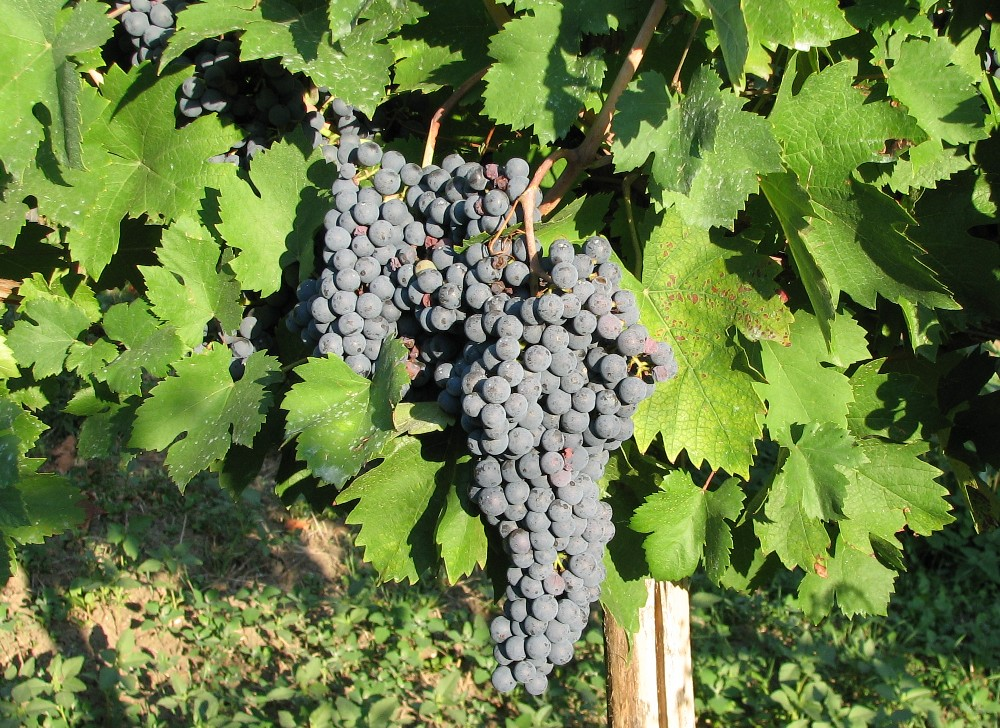
Vignes de l'Oltrepò pavese

La dénomination Oltrepò Pavese est réservée aux vins DOC produits sur les collines de la province de Pavie, en Lombardie, au sud du Pô, dans une zone appelée Oltrepò pavese, insérée entre la province de Plaisance en Émilie-Romagne et la province d'Alexandrie au Piémont.
À partir des vendanges 2007, l’appellation DOCG a été reconnue pour les  vins mousseux ou spumante (Oltrepò Pavese metodo classico).

## Histoire
Des découvertes archéologiques témoignent de la propagation de la vigne dans Oltrepò déjà à l’époque romaine et cette culture a été maintenue pendant le haut Moyen Âge par les moines de l’abbaye de Bobbio, qui entre 862 et 865 étaient propriétaires de vignobles dans la vallée Staffora. À partir du XIe siècle, la viticulture, sous l’impulsion des grands monastères de Pavie, connut un développement particulier surtout dans la première bande de collines. Certaines entités ecclésiastiques, comme le monastère de San Pietro in Ciel d’Oro, qui possédait depuis 974 au moins des vignes et des pressoirs à vin près de San Damiano al Colle, ont étendu la culture de la vigne dans la région, produisant des vins qui, grâce au Pô et au Tessin, ont ensuite été transportés à Pavie, où la part non absorbée par la consommation des moines était destinée au commerce.

## Vins rouges
- Oltrepò Pavese Barbera
- Oltrepò Pavese Bonarda
- Oltrepò Pavese Buttafuoco
- Oltrepò Pavese Cabernet Sauvignon
- Oltrepò Pavese Pinot Nero
- Oltrepò Pavese Sangue di Giuda
- Oltrepò Pavese rosso
- Oltrepò Pavese rosso riserva

## Vins rosés
- Oltrepò Pavese Pinot Nero
- Oltrepò Pavese Pinot Nero spumante
- Oltrepò Pavese rosato

## Vins blancs
- Oltrepò Pavese Chardonnay
- Oltrepò Pavese Cortese
- Oltrepò Pavese Malvasia
- Oltrepò Pavese Moscato
- Oltrepò Pavese Moscato liquoroso dolce
- Oltrepò Pavese Moscato liquoroso secco
- Oltrepò Pavese Pinot Grigio
- Oltrepò Pavese Pinot Nero
- Oltrepò Pavese Pinot Nero spumante
- Oltrepò Pavese Riesling Italico
- Oltrepò Pavese Riesling Renano
- Oltrepò Pavese Sauvignon

## Sources
1. ↑  (it) Luciano Maffi, Storia di un territorio rurale. Vigne e vini nell'Oltrepò Pavese. Ambiente, società, economia, Milano, Franco Angeli, 2010, 336 p. (ISBN 9788856817621, lire en ligne), p. 56-62

- (it) Cet article est partiellement ou en totalité issu de l’article de Wikipédia en italien intitulé « Oltrepò Pavese (vino) » (voir la liste des auteurs).